# Política de España

Escudo de España

La política de España es el conjunto de condiciones administrativas que las leyes de España dictan para el funcionamiento que los órganos legislativos consideran apto para el país. De acuerdo a la clasificación de sistemas de gobierno en el mundo, España posee la forma de monarquía parlamentaria, pues su poder legislativo  (representado en la figura de las Cortes Generales) ejerce el control del ejecutivo, así como funciones legislativas; con excepción de potestades legislativas gubernamentales, como los Reales Decretos Ley que deben en todo caso ser debatidos, convalidados o derogados por el Congreso de los Diputados en un plazo no superior a 30 días sin que el pueblo español pueda intervenir en dichos procesos. En España, al igual que prácticamente todos los países de su entorno, no existe una democracia participativa o semidirecta, como por ejemplo en Suiza; aunque sí es posible mediante la recogida de al menos medio millón de firmas proponer una iniciativa legislativa popular, que requiere para su aprobación someterse al debate y convalidación de las Cortes Generales.

## Historia reciente

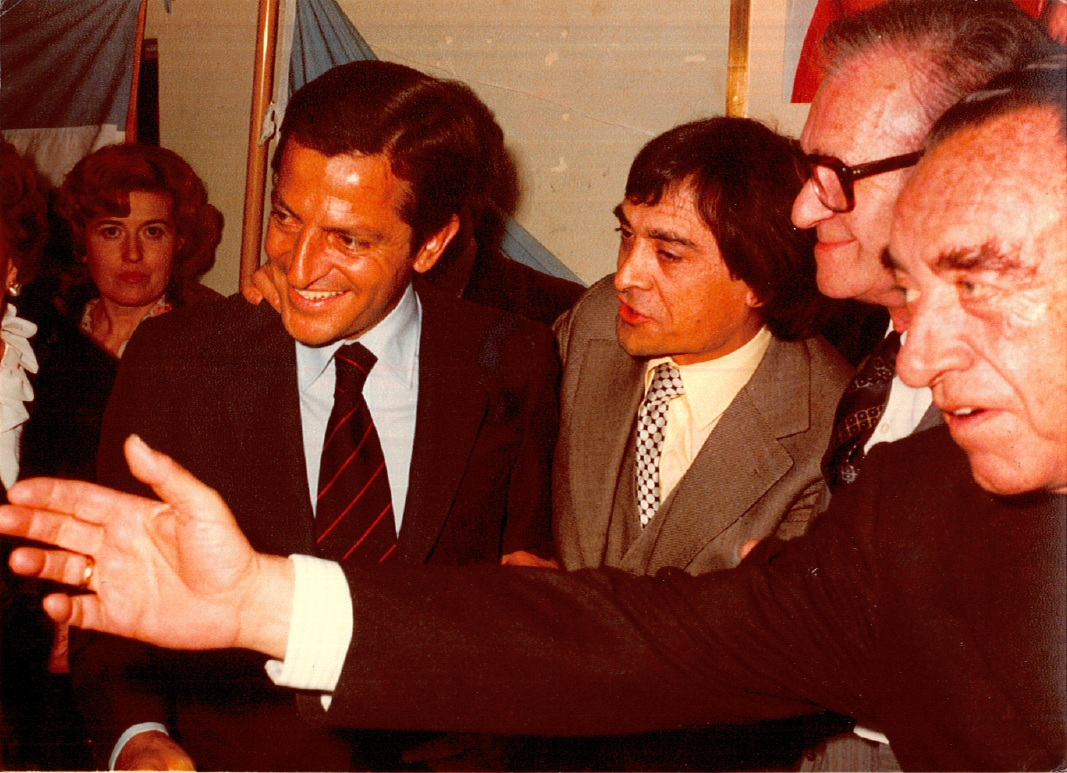
El expresidente Adolfo Suárez durante una visita efectuada a Buenos Aires (Argentina) en otoño de 1981

Durante esta época, se produce el cambio de régimen, de la dictadura franquista a la actual democracia. Siendo presidente del Gobierno Adolfo Suárez se aprobó la Ley para la Reforma Política (1976) y la actual Constitución (1978). Suárez gobernó desde 1976 hasta 1981.
El 23 de febrero de 1981, durante la votación sobre la investidura de Leopoldo Calvo-Sotelo como presidente del Gobierno, Guardias civiles bajo las órdenes del teniente coronel Antonio Tejero de la Guardia Civil asaltaron el Congreso de los Diputados e intentaron imponer una dictadura militar. Sin embargo, la gran mayoría de las Fuerzas Armadas Españolas permanecieron leales al rey Juan Carlos I, quien empleó la autoridad real para salvaguardar el orden constitucional y echar abajo el intento de golpe de Estado. En ese momento, el poder ejecutivo recayó sobre Francisco Laína que ejerció, durante unas horas, como jefe de la Comisión Permanente de secretarios de Estado y de subsecretarios, conformando un gobierno provisional que asumió las funciones del ejecutivo.
España se une a la Organización del Tratado del Atlántico Norte (OTAN) a principios de 1982. En octubre de ese mismo año, el Partido Socialista Obrero Español (PSOE), liderado por Felipe González Márquez, ganó las elecciones al Congreso de los Diputados y al Senado con mayoría absoluta. El PSOE también obtuvo la mayoría absoluta en las elecciones de 1986 y 1989. González, al frente del PSOE, gobernó durante los siguientes 13 años. Durante su mandato se desarrolló el estado del bienestar, el modelo autonómico y se produjeron cambios importantes en política social, muy atrasada a causa de la dictadura. También, este periodo estuvo marcado por escándalos políticos de corrupción y de terrorismo de Estado (GAL). En 1986 España entró a formar parte de la Unión Europea (UE).
En marzo de 1996, el Partido Popular (PP) de José María Aznar fue el partido más votado, consiguiendo casi la mitad de los escaños en el Congreso. Aznar se propuso liberalizar la economía, con un programa de privatizaciones, reforma del mercado laboral, y medidas destinadas a incrementar la competitividad en ciertos mercados, principalmente el de telecomunicaciones. Durante la primera legislatura de Aznar, España consiguió los objetivos de la Unión Económica y Monetaria. Durante este periodo, España participó, junto con los Estados Unidos y otras naciones aliadas de la OTAN, en operaciones militares en la antigua Yugoslavia. España se propuso tomar parte en la guerra de Kosovo en 1999, y las Fuerzas Armadas Españolas y algunas unidades de policía fueron incluidas en fuerzas de pacificación en Bosnia (IFOR, SFOR) y en Kosovo (KFOR).
El PP obtuvo la mayoría absoluta en las dos cámaras de las Cortes Generales en las elecciones de marzo de 2000. Este resultado permitió a Aznar formar un gobierno sin necesidad de coaligarse con otras fuerzas políticas como en su anterior legislatura. Aznar fue un firme defensor de las relaciones trasatlánticas y de la guerra contra el terrorismo. Esta legislatura estuvo marcada por la agitación social producida por algunas leyes o decisiones (cambio de las leyes de Educación Ley Orgánica de Calidad de la Educación, guerra de Irak, Desastre del Prestige, atentados del 11-M, Yak 42) que ciertos sectores de la población no aceptaron. Para las elecciones de marzo de 2004 Aznar nombró a Mariano Rajoy (hasta entonces vicepresidente 1.º del Gobierno) como candidato del PP.
El PSOE ganó las elecciones y José Luis Rodríguez Zapatero fue elegido presidente del Gobierno. Tres de las medidas más importantes del Gobierno en el principio de su mandato fueron: la participación de la mujer en la mitad de los cargos del Consejo de Ministros, la retirada de las tropas españolas en Irak y la aprobación del matrimonio entre homosexuales.
A finales del 2011 se celebran las elecciones generales donde gana el PP (Partido Popular) con Mariano Rajoy a la cabeza, quedando este como presidente del gobierno español, tomando posesión a principios del 2012.
El 1 de junio de 2018 prospera una moción de censura contra el Gobierno encabezado por Rajoy, siendo a la sazón investido nuevo presidente del Gobierno el líder del PSOE Pedro Sánchez Pérez-Castejón.

## Partidos y organizaciones políticas
Los partidos políticos y coaliciones que actualmente cuentan con representación en el Congreso, el Senado o el parlamento europeo son:
| - Bloque Nacionalista Galego (BNG) - Candidatura d'Unitat Popular (CUP) - Coalición Canaria (CC) - Compromís (Compromís) - Esquerra Republicana de Catalunya (ERC) - Euskal Herria Bildu (EH Bildu) | - Foro Asturias (FAC) - Izquierda Unida (IU) - Junts per Catalunya (JxCat) - Nueva Canarias (NC) - Partido Aragonés (PAR) - Partido Nacionalista Vasco (EAJ-PNV) | - Partido Popular (PP) - Partido Socialista Obrero Español (PSOE) - Podemos - Se Acabó la Fiesta (SALF) - Sumar - Unión del Pueblo Navarro (UPN) - Vox |

Existen otros muchos partidos políticos y coaliciones presentes únicamente en ayuntamientos o parlamentos autonómicos en la actualidad, al margen de los citados anteriormente.
En 2002 se aprobó la Ley Orgánica 6/2002 de Partidos Políticos en la que se impide el soporte de organizaciones terroristas a través de partidos políticos. Mediante esta ley ha sido ilegalizada la agrupación política Batasuna, y anuladas las listas electorales de formaciones como Autodeterminazioaren Bilgunea (AuB) y Aukera Guztiak (AG).

## Democracia directa
La Constitución Española en su artículo 1.2 establece que «la soberanía nacional reside en el pueblo español, del que emanan los poderes del Estado», y en su artículo 23.1 que «los ciudadanos tiene el derecho a participar en los asuntos públicos, directamente o por medio de representantes».
El artículo 92 permite referéndums consultivos, que si bien no son imperativos, constituyen una decisión trascendental decisiva, puesto que la desautorización de su resultado acaecería repercusiones políticas incomponibles. Los referéndum vinculantes son obligatorios en dos situaciones: primera, para la reforma de ciertos estatutos de autonomía, bien sea por tratarse de una comunidad autónoma constituida bajo el amparo del artículo 151 o bien sea porque así se haya recogido explícitamente en su estatuto; segunda, por tratarse de una reforma constitucional que conlleve una modificación que afecte a partes fundamentales de la misma, tal como estipula el artículo 168 (reforma agravada), o cuando, a través del artículo 167 (reforma ordinaria), la futura revisión sea solicitada, a someterse a plebiscito, por el 10 % de una de las cámaras de las Cortes Generales. Además el artículo 168 recoge la obligación de unas nuevas elecciones generales para constituir unas nuevas Cortes, que serán las encargadas de proceder a examinar el texto y ratificarlo, antes de someterlo a referéndum nacional.
Se han celebrado tres referéndum a nivel nacional desde la aprobación de la Constitución: el exigido para su ratificación en 1978, el de acceso a la OTAN, que fue consultivo, y el que preguntaba sobre la aprobación del Tratado de Constitución Europea de 2005, también consultivo.
En la carta magna se recoge la Iniciativa Legislativa Popular (art. 87 de la Constitución y Ley Orgánica de la Iniciativa Legislativa Popular). Tras la recogida de 500 000 firmas los promotores de la iniciativa proponen al Congreso de los Diputados su discusión.

## Poder legislativo

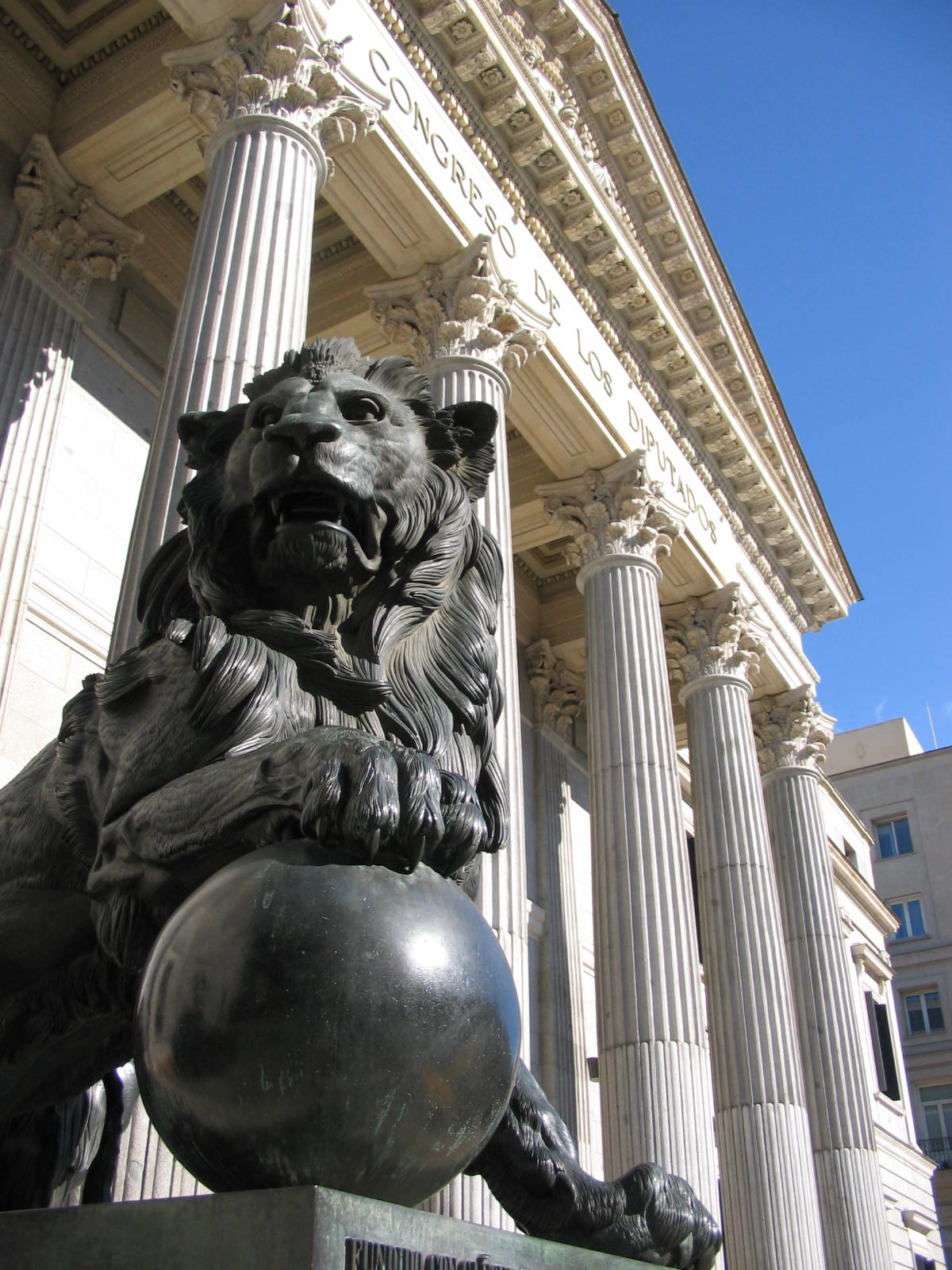
Entrada al Congreso de los Diputados, cámara baja del poder legislativo español

El poder legislativo recae en las Cortes Generales, asamblea bicameral compuesta por el Congreso de los Diputados y el Senado. Representan al pueblo, ejercen la responsabilidad legislativa y aprueban los presupuestos.
El Senado es la cámara alta, integrada por un número variable de senadores, de los que uno es electo por la legislatura de cada comunidad autónoma, y otro más por cada millón de habitantes.
También hay senadores de elección directa por el pueblo. Cuatro por cada provincia, tres por cada una de islas de Gran Canaria, Mallorca y Tenerife, un senador por cada una de las islas o agrupaciones de ellas de Ibiza-Formentera y Menorca en las Islas Baleares, Fuerteventura, Gomera, Hierro, Lanzarote (incluyendo a La Graciosa y las islas menores) y La Palma por las Islas Canarias y dos senadores por cada una de las ciudades autónomas de Ceuta y Melilla.

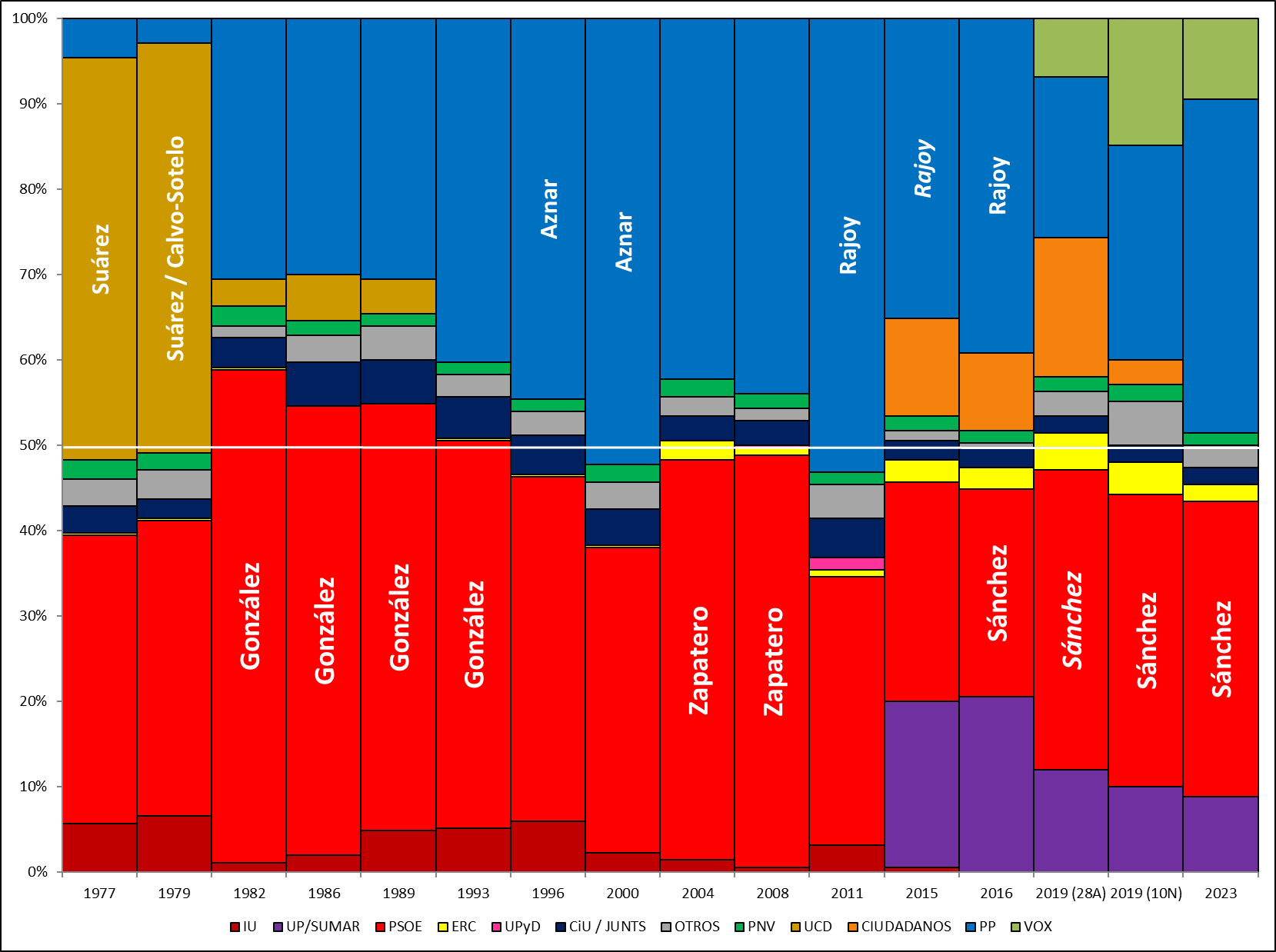
Distribución de escaños en el Congreso de los Diputados por legislatura

El Senado dura cuatro años en ejercicio, tiene funciones de integración territorial, legislativa y política.
El Congreso es la cámara baja, pero tiene más poderes que el Senado. Quizás el más importante es el de ratificar la propuesta que el rey hace del presidente del Gobierno, así como retirarle la confianza.
El Congreso de los Diputados está compuesto por un mínimo de 300 y un máximo de 400 Diputados, siendo su número actual de 350 por determinación de la Ley Orgánica de Régimen Electoral General, aprobada en 1985.
Los Diputados son elegidos en cada circunscripción electoral, que tiene atribuida una representación mínima inicial y un número adicional de escaños con arreglo a su población; la circunscripción electoral ordinaria es la provincia. En el caso de las ciudades autónomas de Ceuta y Melilla no se cuenta la circunscripción provincial. Cada una de estas ciudades está representada por un Diputado. Los diputados duran en su encargo cuatro años, o bien su mandato puede terminar el día que las Cortes sean disueltas por el rey, a petición del presidente.
El régimen de elección de los Diputados hace del Congreso una Cámara de representación popular y con un carácter netamente político, por lo que es el auténtico centro de la vida pública española y el escenario donde se protagonizan los debates y votaciones de importancia grave. Además, las facultades que la Constitución atribuye al Congreso sin intervención del Senado realzan dicho carácter político, dado que al Congreso en exclusiva corresponde otorgar y retirar la confianza de las Cortes Generales en el Gobierno y dirimir los conflictos que surjan entre las Cámaras en la elaboración y aprobación de las Leyes. El voto de los Diputados es personal e indelegable (artículo 79.3 Constitución).

## Poder ejecutivo
Es dirigido por el consejo de ministros, que tiene tantos ministerios como establezca el real decreto de estructura aprobado por el presidente del gobierno de acuerdo con las necesidades del país en el momento. Su finalidad consiste en hacer cumplir las leyes aprobadas por el poder legislativo, así como planear y ejecutar el programa de gobierno y dirigir la administración pública a tal fin.
El presidente del Gobierno es la denominación de un cargo del poder ejecutivo, que sirve como jefe de gobierno en algunos países con sistema parlamentario (España) o semipresidencialista (Rusia).
Aunque a nivel internacional se lo considera equivalente a otras denominaciones, como primer ministro (Reino Unido, Francia, etc.), canciller (Austria, Alemania) o presidente del Consejo de Ministros (Italia y otros), las funciones no son necesariamente las mismas. Por ejemplo, en España el presidente del Gobierno no es primus inter pares, como suelen serlo los primeros ministros, como el de Reino Unido, sino un verdadero e indiscutido jefe del gobierno.[cita requerida]

### Presidentes constitucionales del Gobierno de España
|    | Presidente                   | Partido | Legislaturas | Mandato                                      |
| -- | ---------------------------- | ------- | ------------ | -------------------------------------------- |
| 1. | Adolfo Suárez                | UCD     | 1            | 5 de julio de 1976-26 de febrero de 1981     |
| 2. | Leopoldo Calvo-Sotelo        | UCD     | 1            | 26 de febrero de 1981-2 de diciembre de 1982 |
| 3. | Felipe González              | PSOE    | 4            | 2 de diciembre de 1982-5 de mayo de 1996     |
| 4. | José María Aznar             | PP      | 2            | 5 de mayo de 1996-17 de abril de 2004        |
| 5. | José Luis Rodríguez Zapatero | PSOE    | 2            | 17 de abril de 2004-21 de diciembre de 2011  |
| 6. | Mariano Rajoy                | PP      | 3            | 21 de diciembre de 2011-2 de junio de 2018   |
| 7. | Pedro Sánchez                | PSOE    | 4            | 2 de junio de 2018- presente                 |

### Ministerios

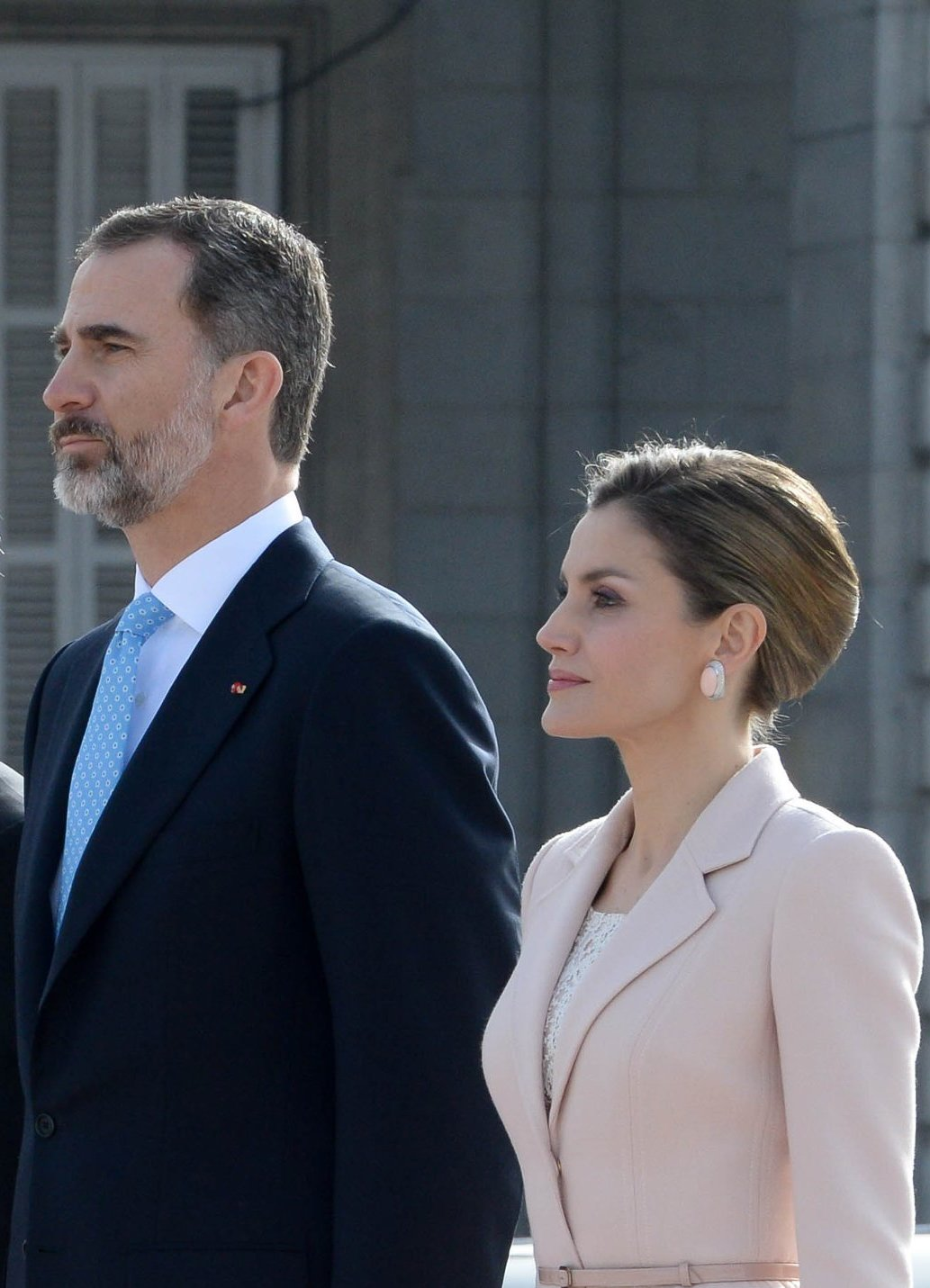
Los Reyes de España.

Los ministerios son la forma de organizarse del poder ejecutivo. Es una organización dinámica, y cambia según los intereses del presidente del Gobierno, que propone al rey la estructura del Ejecutivo. Por tanto, toda lista de ministerios puede quedarse obsoleta. Los de antiguas legislaturas están en la página Ministerios de España. A fecha de 1 de enero de 2024, son los siguientes:
- Ministerio de Asuntos Exteriores, Unión Europea y Cooperación - José Manuel Albares
- Ministerio de la Presidencia, Justicia y Relaciones con las Cortes - Félix Bolaños
- Ministerio de Defensa - Margarita Robles
- Ministerio de Hacienda - María Jesús Montero
- Ministerio del Interior - Fernando Grande-Marlaska
- Ministerio de Transportes y Movilidad Sostenible - Óscar Puente
- Ministerio de Educación, Formación Profesional y Deportes - Pilar Alegría
- Ministerio de Trabajo y Economía Social - Yolanda Díaz
- Ministerio de Industria y Turismo - Jordi Hereu
- Ministerio de Agricultura, Pesca y Alimentación - Luis Planas
- Ministerio de Política Territorial y Memoria Democrática - Ángel Víctor Torres
- Ministerio para la Transición Ecológica y el Reto Demográfico - Sara Aagesen
- Ministerio de Vivienda y Agenda Urbana - Isabel Rodríguez García
- Ministerio de Cultura - Ernest Urtasun
- Ministerio de Economía, Comercio y Empresa - Carlos Cuerpo
- Ministerio de Sanidad - Mónica García Gómez
- Ministerio de Derechos Sociales, Consumo y Agenda 2030 - Pablo Bustinduy
- Ministerio de Ciencia, Innovación y Universidades - Diana Morant
- Ministerio de Igualdad - Ana Redondo
- Ministerio de Inclusión, Seguridad Social y Migraciones - Elma Saiz
- Ministerio para la Transformación Digital y de la Función Pública - José Luis Escrivá
- Ministerio de Juventud e Infancia - Sira Rego

Además, la ministra de Educación (Pilar Alegría) asume las funciones de Ministra Portavoz del Gobierno.

## Poder judicial
Es el conjunto de juzgados y tribunales que tienen la potestad de administrar justicia en nombre del Rey. El Consejo General del Poder Judicial es el máximo órgano de gobierno de la judicatura. El Tribunal Constitucional controla que las leyes y las actuaciones de la administración pública se ajusten a la Carta Magna. El Tribunal Supremo es el órgano jurisdiccional superior en todos los órdenes excepto en materia de garantías constitucionales.
Exclusivamente a dichos juzgados y tribunales corresponde el ejercicio de la potestad jurisdiccional, juzgando y haciendo ejecutar lo juzgado. En ejercicio de dicha potestad, los juzgados y tribunales conocen y deciden todos los procesos jurisdiccionales de los órdenes civil, penal, contencioso-administrativo, social y militar. El conocimiento y decisión de dichos procesos consiste en la tramitación y pronunciamiento sobre el fondo del asunto que les planteen las partes, sean éstas autoridades o particulares.
También, en los casos en que la ley así lo permite, los juzgados y tribunales se encargan del conocimiento y decisión de asuntos que no suscitan contienda entre partes, en los denominados procesos de jurisdicción voluntaria, regulada actualmente en la Ley de Enjuiciamiento Civil de 1881. Estos son principalmente la protocolización de testamentos ológrafos (escritos por el testador «de su puño y letra») y otros actos civiles que requieren intervención judicial.
Asimismo, jueces de Primera Instancia y, en su caso, los jueces de Paz, tienen a su cargo el Registro Civil, siendo responsables de la custodia y llevanza de los libros que registran el nacimiento, estado civil, los hechos que afecten a la capacidad de obrar y la defunción de las personas.

### Principios
La Constitución garantiza el respeto a los principios esenciales necesarios para el correcto funcionamiento del Poder Judicial; estos principios son la imparcialidad, la independencia, la inamovilidad, la responsabilidad y la legalidad.
- Principio de imparcialidad: En garantía de la tutela judicial efectiva asegurada a todos los ciudadanos por la Constitución, la Ley Orgánica del Poder Judicial proscribe la intervención de jueces y magistrados en el conocimiento y decisión de asuntos en los que puedan tener interés como parte, bien sea a título personal o como representantes de otras personas. Los jueces y magistrados están obligados a abstenerse de conocer o decidir tales asuntos, y en caso de no hacerlo pueden ser recusados por la parte que se crea perjudicada; un Tribunal superior jerárquicamente decidirá el incidente de recusación y, en caso de encontrar fundado su planteamiento, apartará al juez o magistrado recusado de la causa.

Son causas de recusación, entre otras, la amistad íntima o enemistad manifiesta del juez o magistrado con las partes o sus abogados, procuradores, peritos y testigos; también lo es el parentesco hasta el cuatro o segundo grado consanguíneo, según los casos, con las mismas personas.
- Principio de independencia: Los juzgados y tribunales son independientes de toda autoridad o persona en el ejercicio de su potestad jurisdiccional, incluso respecto de tribunales superiores y de los órganos de gobierno del poder judicial.

- Principio de inamovilidad Los jueces y magistrados son inamovibles y no pueden ser trasladados, suspendidos, separados ni jubilados sino por las causas y con las garantías establecidas en la ley.

Esto quiere decir que, fuera de dichas causas y con arreglo a ese procedimiento, nadie puede impedir temporal o definitivamente a un juez o magistrado la permanencia en su cargo y el libre ejercicio del mismo, es decir, se proscribe toda forma de interferencia en la Carrera Judicial.
- Principio de responsabilidad: Los jueces y magistrados son personalmente responsables por las infracciones disciplinarias y penales que cometan en el ejercicio de sus funciones; esta responsabilidad solo puede exigirse por la vía desciplinaria legalmente establecida, sin interferencia de los Poderes Ejecutivo o Legislativo, o a través del procedimiento penal ordinario.

- Principio de legalidad: En el ejercicio de sus funciones jurisdiccionales, los jueces y magistrados están sujetos a la Constitución y al resto del ordenamiento jurídico, al igual que el resto de autoridades y que el conjunto de los ciudadanos.

Como principio informador de los procesos judiciales, no expresamente recogido en el art. 117.1 CE:
- Principio de contradicción Principio que inspira el desarrollo de los procesos judiciales y que consiste en la posibilidad de las partes de discutir los aspectos jurídicos y fácticos de la controversia.

## Percepción ciudadana
En España desde 2009 se registró un notorio empeoramiento de la imagen de los políticos ante la opinión pública, hecho que han reflejado numerosas encuestas que opone a una visión positiva de los políticos como personas al servicio del bien común, una visión basada en la creencia de que las personas acceden a la política para servirse del pueblo más que para servirlo y con el objetivo de adquirir, mantener y gestionar el poder en instituciones o ámbitos públicos con fines propios. Prueba de ello son los numerosos casos de corrupción política, así como los resultados obtenidos por la clase política en las encuestas generales de opinión.

### Evolución cronológica del régimen político español
- Primera experiencia constitucional liberal en España (1812-1814)
- Restauración absolutista en España (1814-1820)
- Trienio Liberal (1820-1823)
- Década ominosa (1823-1833)
- Reinado de Isabel II de España (1833-1868)
- Revolución de 1868
- Gobierno Provisional de 1868-1871 (1868-1871)
- Reinado de Amadeo I de España (1871-1873)
- Primera República Española (1873-1874)
- Restauración borbónica en España (1874-1923)
- Dictadura de Primo de Rivera (1923-1930)
- Segunda República española (1930-1939)
- Dictadura de Francisco Franco (1939-1975)
- Transición Española (y también «reforma o ruptura» para una discusión del proceso democratizador)
- Reinado de Juan Carlos I de España (1975-2014)
- Reinado de Felipe VI de España (2014-actualidad)

### Democracia española (1977-actualidad)
- Legislación electoral española
- Elecciones en España
- Sistema de partidos español
- Partido político (España)
- Organización territorial de España